# ダイアモンドT 968トラック
ダイアモンドT 968（Diamond T 968 Cargo Truck）は、第二次世界大戦期にアメリカ合衆国で開発・運用された、6×6輪駆動のトラックである。

## 概要
ダイアモンドT 968トラックは、アメリカの自動車メーカーのダイアモンドT・モーター・カー・カンパニー（Diamond T motor Car Company）が開発した、4トンクラスの積載量を持つ6×6輪駆動の軍用カーゴトラックである。1930年代後半から、来たるべき第二次世界大戦への備えとしてアメリカ軍のトラック需要が増加し、シカゴの自動車メーカーとしてトラックタイプの車を主に手掛けていたダイアモンドTモーター社は、1940年にダイアモンドT 967として、アメリカ軍向けにカーゴトラックを開発、製造した。967は98馬力の6気筒 Hercules RXB 液冷ガソリンエンジンを搭載していた。967は約1,000台程度生産され、その後、改良型としてダイアモンドT 968が開発された。
最初に生産された968は、民生品仕様の部品が使用され、キャブはハードトップであった。1942年から生産された改良型の968Aでは、民生品仕様の部品が、米軍規格のものに改められ、メーターパネルも軍仕様に変更された。1943年頃からは、他のアメリカ軍のトラックと同様に、ソフトトップキャブに変更された。他のアメリカ軍の車両と同様に、ソフトトップ型にはM36リングマウント、ハードトップ型にはM37リングマウントを取り付け、M2重機関銃を装備可能であった。最後のモデルである968Bでは、再びハードトップキャブに戻されている様である。また、967、968、968A、968B全ての形式で、フロントバンパー部にウィンチが標準装備されている。
ダイアモンドT 968は、106馬力の6気筒 Hercules RXC 液冷ガソリンエンジンを搭載し、約4トンの積載量および約10トンの牽引力を持っており、968、968A、968Bを合わせると大戦中に計約9,000両が生産された。また、各種派生車両が開発、製造され、合計生産数は31,000両以上となっている。ダイアモンドT 968シリーズの車両はアメリカ軍および連合軍の各部隊で使用され、戦後も外国に供与されるなどして使用が続けられた。
尚、アメリカ陸軍武器科の補給品カタログにおいて用いられる命名法システムでは、本車はG509として参照される。

## 派生型
ダイアモンドT 968のシャーシを利用して、いくつかの派生型車両が開発されている。
ツインブームクレーンを装備したレッカー型のダイアモンドT 969 レッカー（Diamond T 969 Wrecker）、荷台を傾ける機構を有するダンプカー型のダイアモンドT 972 ダンプトラック（Diamond T 972 Dump Truck）、長車体の輸送型で、ポンツーン（軍橋として用いる舟橋）の輸送あるいは牽引に使用されたダイアモンドT 970 カーゴ／ポンツーン（Diamond T 970 Cargo, Pontoon Truck）などが開発された。
また、長車体型のカナダ向け輸出仕様として、ダイアモンドT 975（Diamond T 975）も製造されている。

## 形式

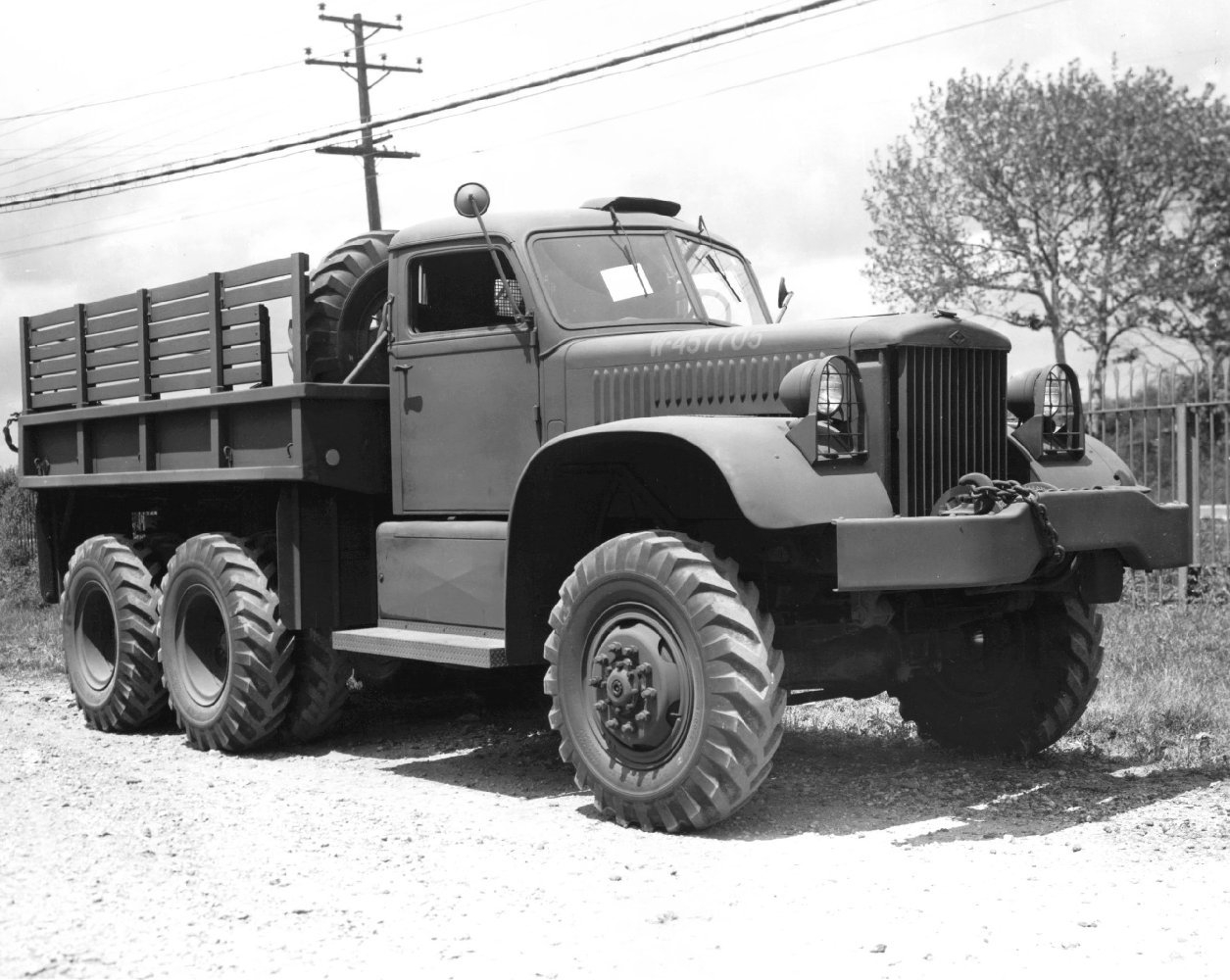
ハードトップの968。
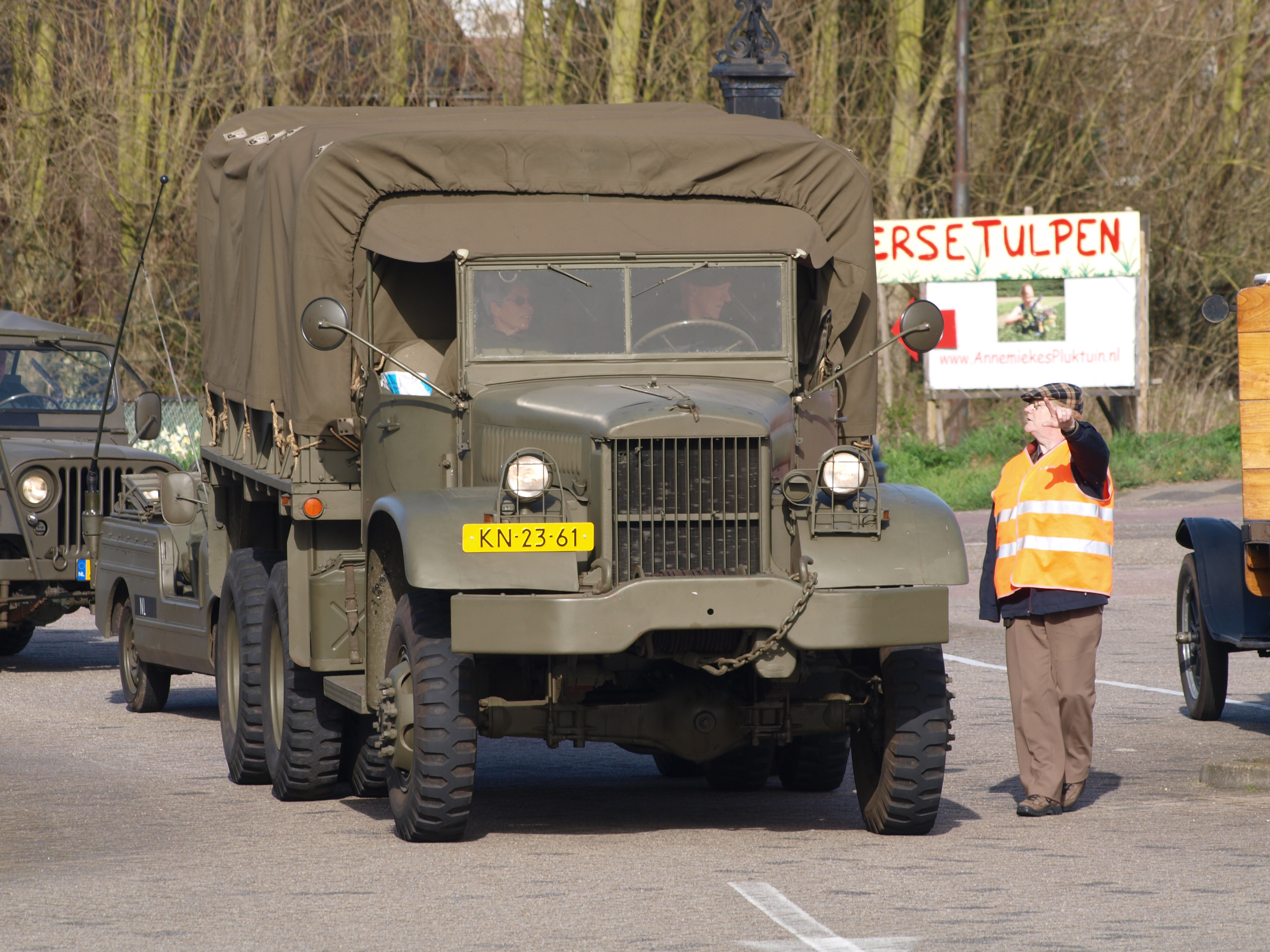
ソフトトップの968A。

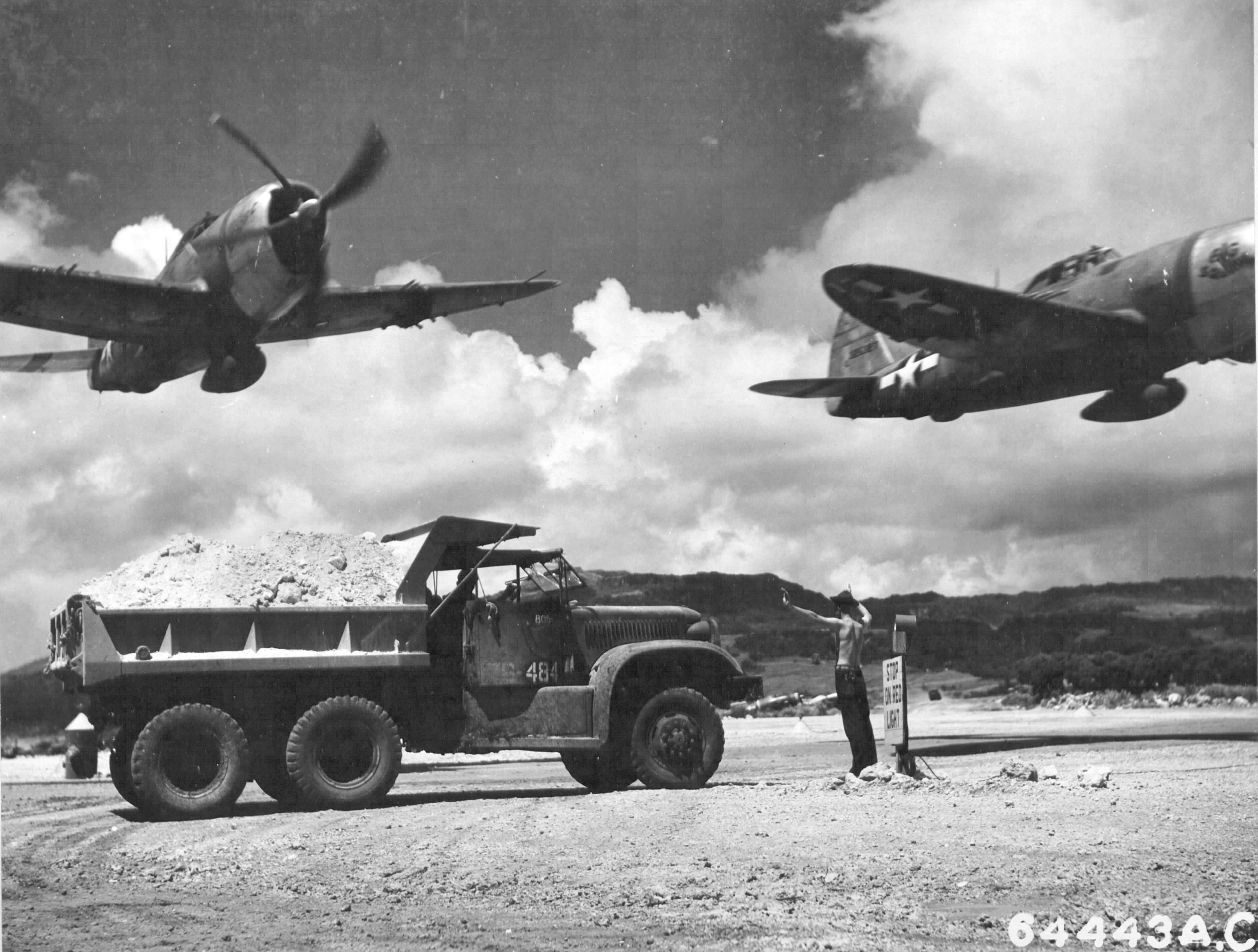
ダンプカー型の972。

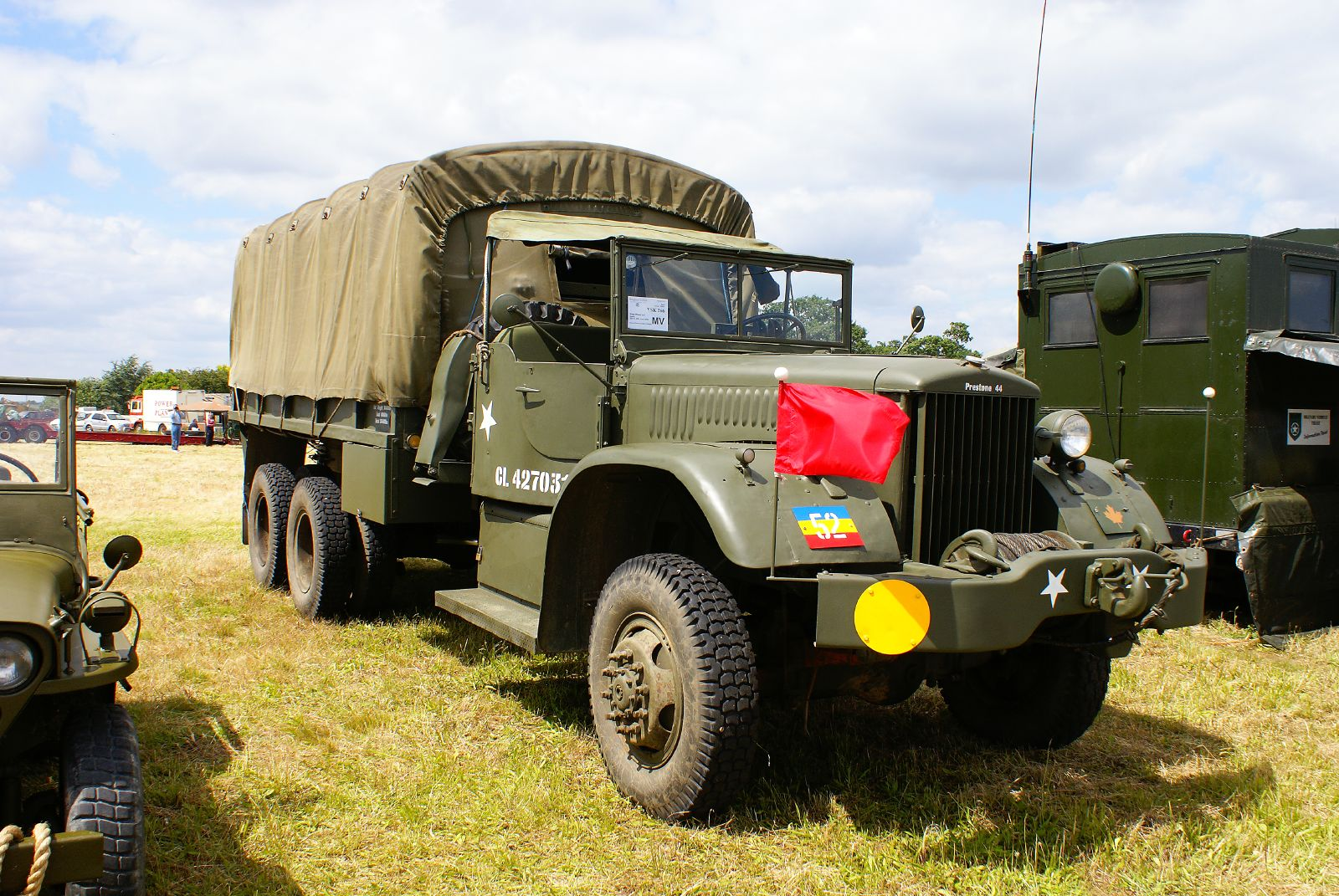
カーゴトラック型の975。
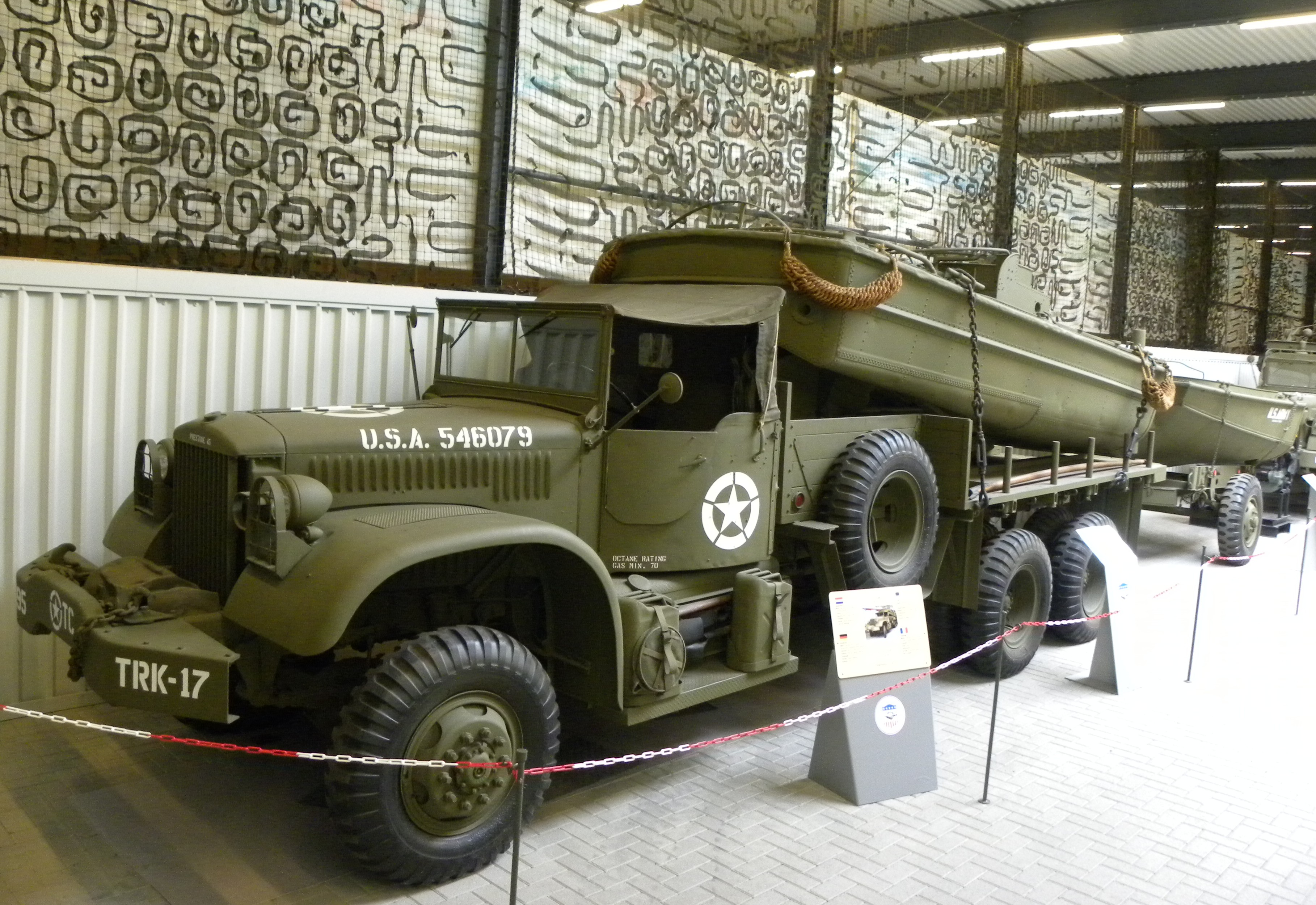
ポンツーンを搭載した975

ダイアモンドT 967 カーゴトラック（Diamond T 967 Cargo Truck）
1940年から生産された。ハードトップキャブ。約1000両生産。968系とは、フロントグリルガードおよびヘッドランプガードの形状が異なる（967では一体になっている）。
ダイアモンドT 968 カーゴトラック（Diamond T 968 Cargo Truck）
1941年から生産されたカーゴトラック。ハードトップキャブ。968、968A、968Bの合計で約9000が両生産された。
ダイアモンドT 968A カーゴトラック（Diamond T 968A Cargo Truck）
968の改良型。ハードトップキャブ。1943年頃からソフトトップキャブに変更。
ダイアモンドT 968B カーゴトラック（Diamond T 968B Cargo Truck）
968Aの改良型。ハードトップキャブ。
- ハードトップの968。
- ソフトトップの968A。

ダイアモンドT 969 レッカー（Diamond T 969 Wrecker）
968ベースのレッカー型。ホルムズ社製の10tツインブームクレーンを装備。1941年から生産。イギリス軍およびカナダ軍にも供与された。969、969A、969Bの合計で約6000両が生産された。
ダイアモンドT 969A／969B レッカー（Diamond T 969A／969B Wrecker）
969の改良型で、ソフトトップキャブに変更。全体の約1/4程度の車両に、機銃リングマウントが装備された。

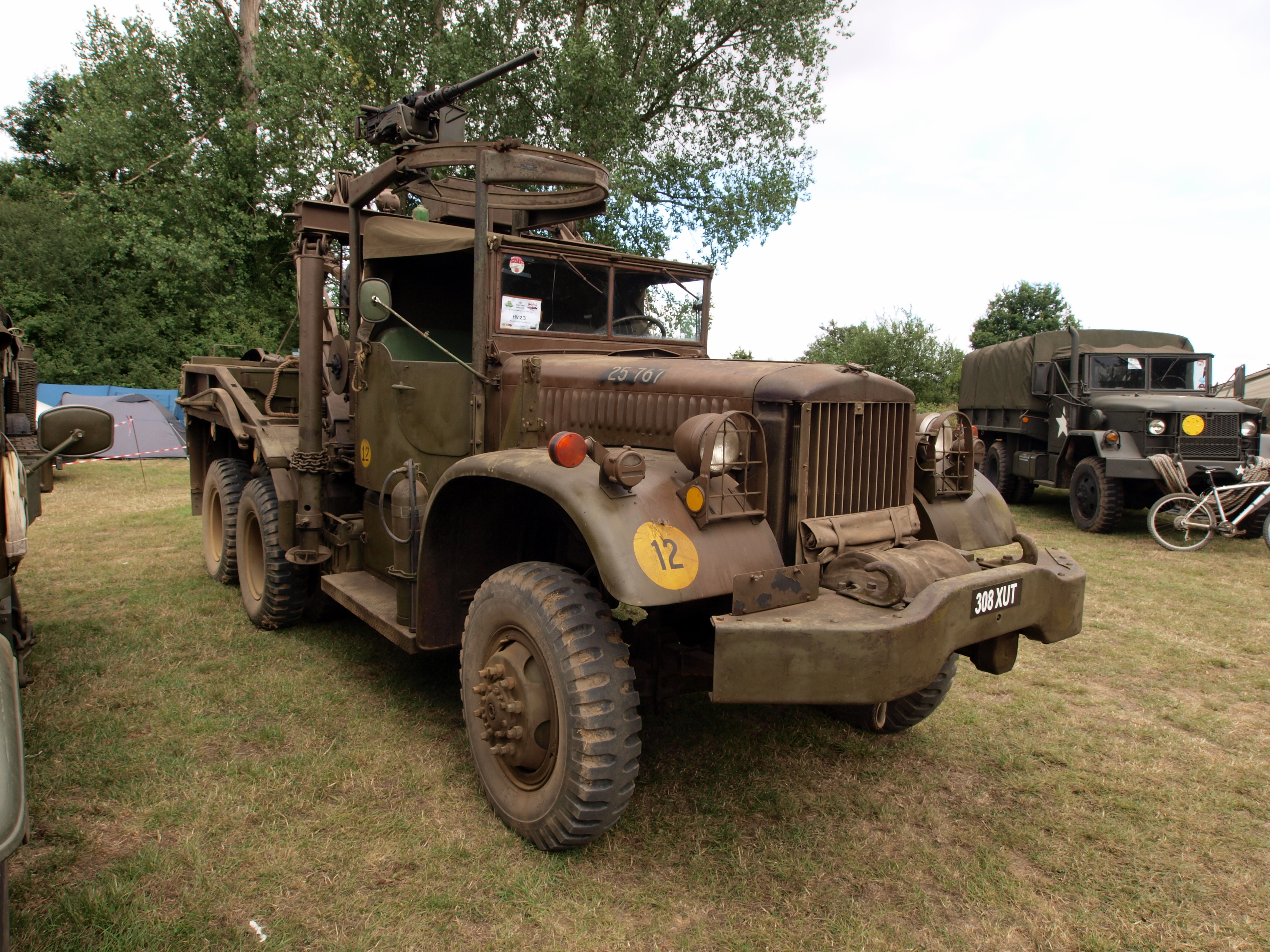
レッカー型の969A。M36リングマウントを装備。
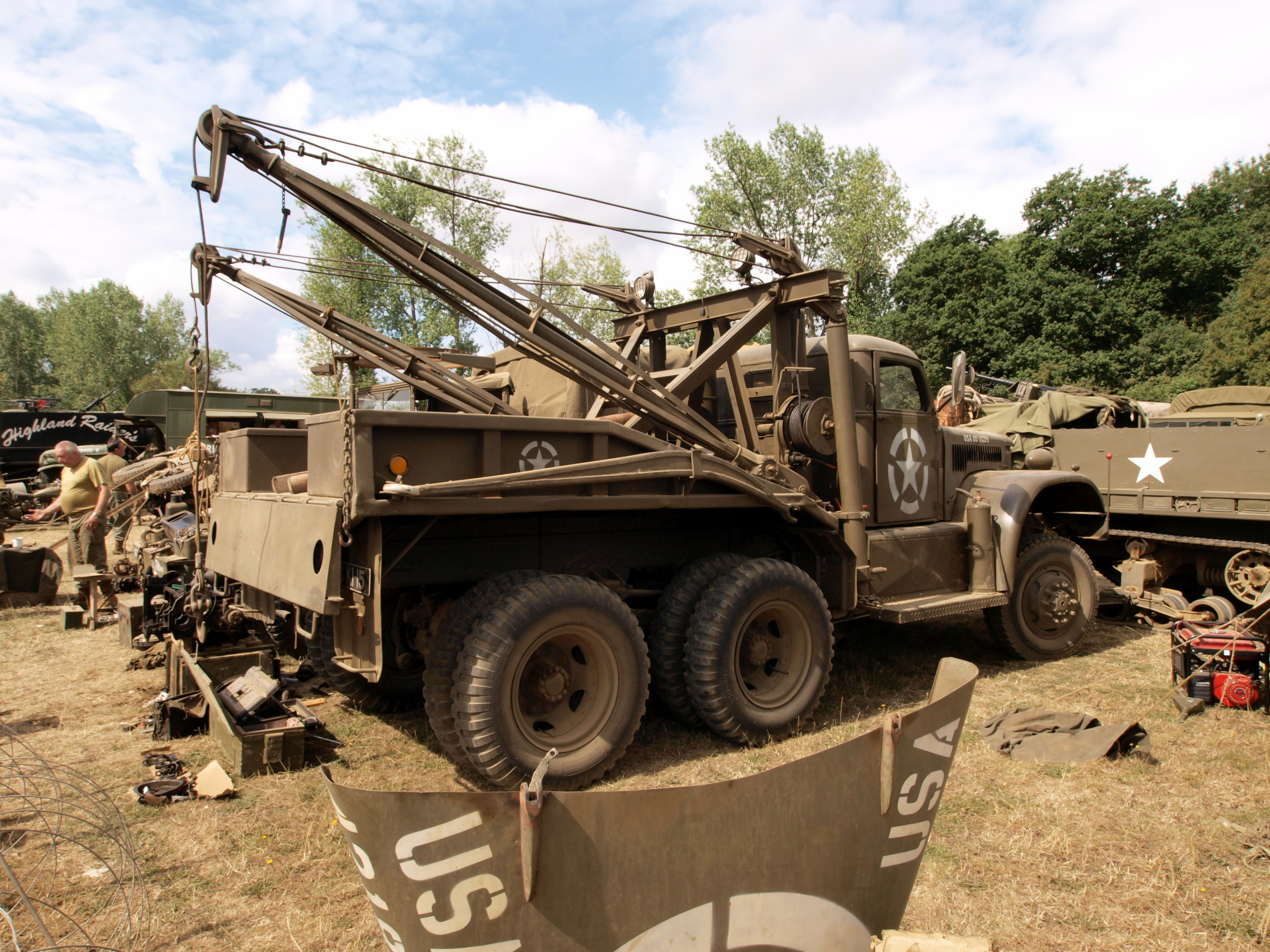
969の車体後部。
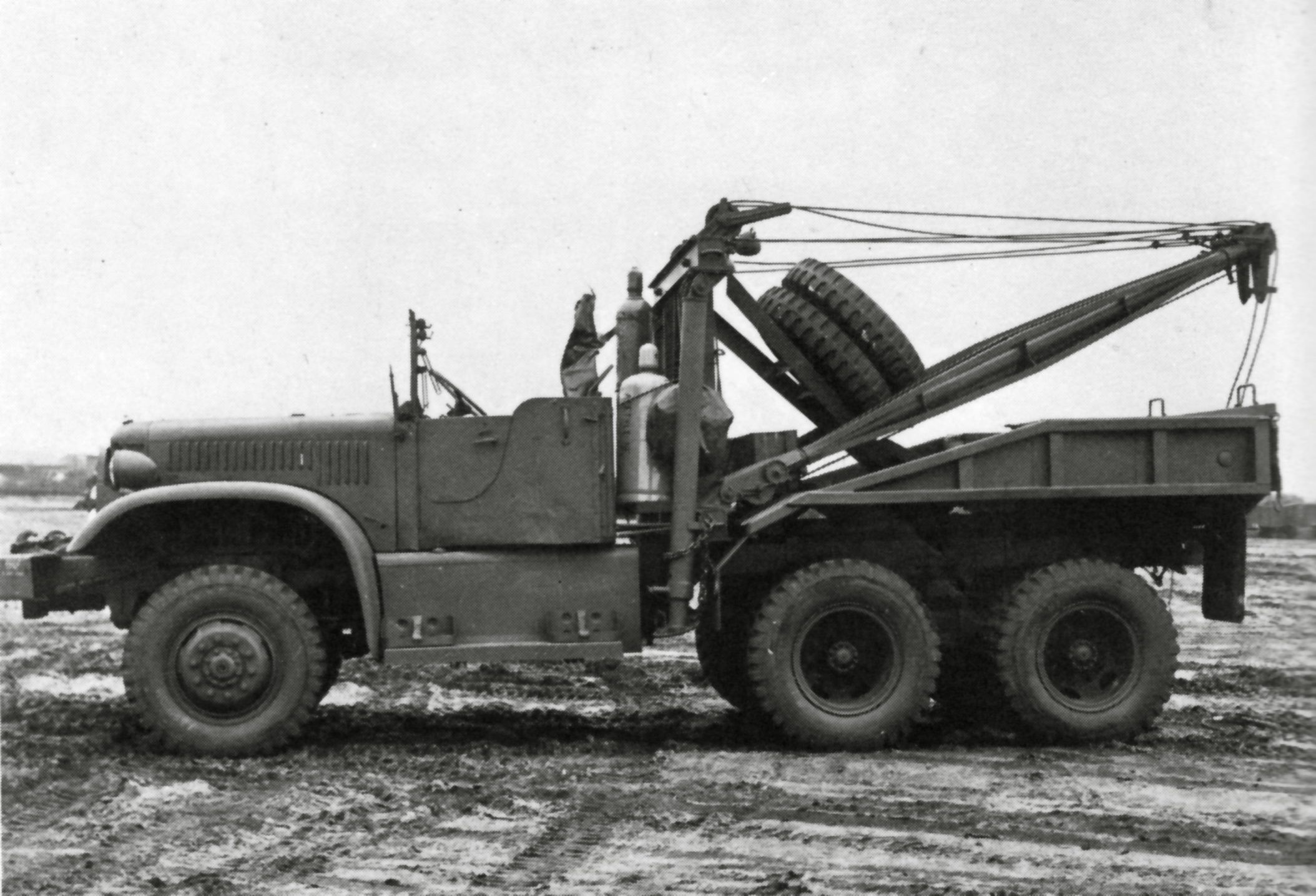
969Aの側面。

ダイアモンドT 970 カーゴ／ポンツーン トラック（Diamond T 970 Cargo, Pontoon Truck）
968ベースの長車体型。968、969は151インチ（3.84m）のホイールベースを有するが、970は172インチ（4.37m）のホイールベースとなり、車体長もそれに応じて長くなっている。通常のカーゴトラック型と、ポンツーン搭載型が存在する。
ダイアモンドT 970A カーゴ／ポンツーン トラック（Diamond T 970A Cargo, Pontoon Truck）
970の改良型で、ソフトトップキャブに変更。
ダイアモンドT 972 ダンプトラック（Diamond T 972 Dump Truck）
968ベースのダンプトラック型。ハードトップ型、ソフトトップ型、両タイプがあるが、モデル名は変わっていない模様。
- ダンプカー型の972。

ダイアモンドT 975/975A トラック（Diamond T 975/975A Truck）
カナダ軍への輸出向けの長車体型で、1943年までに約1500両程度が生産された。970より長い、201インチ（5.11m）のホイールベースを有する。ハードトップ型、ソフトトップ型、両タイプが存在する。975のシャーシから、輸送用カーゴトラック型の他、ポンツーン輸送型、クレーン装備型など、何種類かの特殊仕様が製作されている。戦後、カナダで余剰化した車両はフランス、オランダ、ノルウェー、デンマーク等で再使用された。
- カーゴトラック型の975。
- ポンツーンを搭載した975